# La Méridienne (film)
Pour plus de détails, voir Fiche technique et Distribution.
La Méridienne est un film franco-suisse réalisé par Jean-François Amiguet, sorti en 1988.

## Fiche technique
- Titre : La Méridienne
- Réalisation : Jean-François Amiguet
- Scénario : Jean-François Amiguet et Anne Gonthier
- Photographie : Emmanuel Machuel
- Son : Laurent Barbey
- Costumes : Martine Rapin
- Décors : Yanko Hodjis
- Musique : Antoine Auberson
- Montage : Elisabeth Waelchli
- Production : AO Productions - CAB Productions - Télévision Suisse Romande
- Pays d'origine :  France -  Suisse
- Durée : 80 minutes
- Date de sortie : 15 juin 1988

## Distribution
- Jérôme Anger : François
- Kristin Scott Thomas : Marie
- Sylvie Orcier : Marthe
- Patrice Kerbrat : Dubois, le détective
- Alice de Poncheville : Léa
- Judith Godrèche : Stéphanie
- Michel Voïta : le libraire